# Emma Coe
Pour les articles homonymes, voir Coe.
Emma Eliza Coe (née le 26 septembre 1850 à Apia, aux Samoa, et morte le 21 juillet 1913 à Monte-Carlo), puis Emma Forsayth, Emma Farrell et enfin Emma Kolbe au fil de ses mariages successifs, était une femme d’affaires et propriétaire de plantation américano-samoane.
Emma Coa suit une éducation catholique à Apia et Sydney, puis passe son adolescence auprès d'un oncle et d'une tante de San Francisco où elle est initiée aux codes de la haute société. De retour aux Samoa à l'âge de 19 ans, elle fonde avec son premier mari James Forsayth la compagnie commerciale et maritime Forsayth & Co. En 1873, son époux disparaît en mer. La même année, Emma fait la connaissance du colonel Albert Barnes Steinberger, qui devient le premier Premier ministre des Samoa. Cependant, il commet des erreurs qui entraînent un conflit civil à Apia entre 1875 et 1876. Emma subit lourdement les conséquences de ce conflit puisqu'elle perd son emprise commerciale sur l'archipel. 
Dans les années 1880, elle décide de changer d'air et de s'installer avec son nouveau mari, Thomas Farrell, aux îles Bismarck, en Nouvelle-Guinée allemande. Ils développent un nouvel empire commercial à partir de leurs plantations de cocotiers de la péninsule de Gazelle. Après la mort de Farrell en 1886, sa veuve, qui reprend le nom de son premier époux, continue à faire prospérer l'entreprise. Elle est alors connue sous le nom de Queen Emma de Nouvelle-Guinée. Dans les dernières années de sa vie, considérée comme la propriétaire de plantations la plus fortunée de Nouvelle-Guinée, elle vend son empire. Après s'être installée à Sydney, elle entreprend un tour d'Europe avec son dernier époux, l'Allemand Paul Kolbe, avant de s'installer à Monaco. Elle y décède le 21 juillet 1913 à l'âge de 63 ans.
Figure célèbre en son temps, la « Reine Emma » a fait l'objet de deux biographies en anglais et d'une en français, ainsi que d'une mini-série télévisée australienne. Son parcours, rare pour une femme océanienne, est souvent mentionné par les historiens.

## Premières années (1850-1869)

### Famille et enfance aux Samoa (1850-1860)
Emma Coe naît le 26 septembre 1850 à Apia, dans l'archipel polynésien des Samoa. Elle est le deuxième enfant d’une mère samoane, Ioana Taletale née Le’utu, et d'un père américain, Jonas Myndersee Coe. Sa mère est membre de la dynastie royale des Malietoa et cousine du roi Malietoa Laupepa, un personnage emblématique de la vie politique des Samoa dans les années 1880. Par sa mère, Emma est considérée comme une princesse par les Samoans. Le père d'Emma Coe est le représentant des États-Unis à Apia, où il vit depuis au moins 1846. Ses deux parents étant issus de familles aisées et reconnues, ils sont en mesure de procurer à Emma des avantages auxquels la plupart des enfants d’Apia et des Samoa n’ont pas accès. Jonas et Ioana ont huit enfants ensemble : Maria Miller, l’aînée, Emma Coe, la cadette, puis Edward Henry, Mary Ann (décédée en bas âge), William Pritchard, John, Ann Murray (décédée en bas âge), et enfin Phebe. Jonas a également au moins dix autres enfants issus de deux autres de ses mariages, soit dix-huit enfants nés de six unions en tout.
Emma est élevée aux Samoa avec sa jeune sœur Phoebe. Elles font partie de la communauté mixte d'Apia appelée « the beach », composée d'étrangers venus du monde entier. Plus tard, elle part vivre chez son père dans une maison de style américain dans laquelle elle est chargée de l'entretien avec ses sœurs. Jonas, autoritaire, impose à ses enfants des règles, des manières et des habitudes très strictes. Il souhaite qu'ils adoptent le mode de vie et la culture propres aux Occidentaux. Refusant qu'ils soient assimilés à des Samoans, il ne les laisse jamais marcher pieds nus, et les incite à s'habiller conformément aux normes de la classe moyenne américaine. De plus, il intègre ses enfants dans le cercle des élites d'Apia, assurant leur prestige via une éducation basée sur la langue anglaise et la culture papalagi — celle des Occidentaux. Alors que la majorité des enfants samoans fréquentent des écoles où les enseignants sont formés par des missionnaires européens et où la langue est le samoan, Jonas Coe évite l'influence de la London Missionary Society, même si elle fournit des écoles pour les blancs et les métis. La scolarité d'Emma se déroule donc au couvent catholique d'Apia, bien que ses parents ne soient pas catholiques. Enfin, Jonas interdit à ses enfants de s'unir à des Samoans, n'ayant pas « fait tous ces efforts pour élever ses enfants pour les laisser épouser des Samoans et redevenir Samoans ».
Durant les dix premières années de la vie d'Emma Coe, Apia change considérablement. À sa naissance, l'estran du port est occupé par des villages samoans, puis la zone de résidence s'élargit, de Sogi à l'ouest à Matautu à l'est, où vit la famille Coe. La ville devient un entrepôt commercial, avec un certain nombre de commerçants à terre et de grands intérêts commerciaux régionaux.

### Australie (1860-1864)
Jonas Coe souhaite faire de sa fille une lady, considérant qu'elle dispose d'une grande beauté. C'est pourquoi à l'âge de dix ans, Emma est envoyée à Sydney, au couvent de Subiaco à Parramatta, un établissement réputé pour la qualité de ses enseignements religieux. Elle y apprend principalement à bien se comporter en société. Emma réussit à se démarquer de ses camarades par son humour et son naturel, qui font oublier son métissage aux autres filles. Néanmoins, elle s'attire le mécontentement des religieuses lorsqu'elle commence à enseigner à ses camarades l'art du massage samoan. À l'âge de quatorze ans, elle organise une danse traditionnelle samoane, ce qui lui vaut son exclusion du couvent et son retour sur son île natale. À son retour, elle découvre la séparation de ses parents, une nouvelle belle-mère et trois nouveaux frères et sœurs.

### États-Unis (1864-1869)
À la demande de son père, Emma rejoint en 1864 son oncle Edward à San Francisco. La femme de ce dernier, Elizabeth Hudson Barney, une dame de bonne famille, prend en charge l'éducation d'Emma. Elle suit alors des règles strictes : elle ne sort pas sans chaperon, passe ses journées à broder et apprend à baisser les yeux lorsqu'on s'adresse à elle afin de ne pas passer pour une effrontée. Les cinq années qu'Emma passe auprès du couple sont difficiles pour la jeune fille puisqu'en plus de ces règles, sa tante est condescendante envers elle et lui rappelle sans cesse ses origines samoanes. Néanmoins, cela reste une partie de sa vie très formatrice : elle apprend à jouer du piano, à monter à cheval en amazone, et prend goût à la littérature . 
En 1869, à l'âge de dix-neuf ans, elle piège son oncle Edward, lui disant qu'elle souhaite donner une lettre pour son père au capitaine de l’Emily Ann, un cargo faisant le voyage jusqu'aux Samoa. En réalité, elle décide de monter à bord pour rentrer chez elle auprès de sa famille. C'est lors de ce voyage de retour qu'elle rencontre James Forsayth, un marin écossais de vingt-deux ans, né à l'île Maurice. Lorsqu’elle arrive à Apia, la jeune femme est surprise par les changements survenus sur l’île depuis son départ .

## Retour aux Samoa (1869-1878)

### Fondation et gestion de Forsayth & Co (1869-1873)
Emma et James Forsayth se marient le 23 octobre 1869. Ils créent la compagnie commerciale et maritime Forsayth & Co. Cette union est aussi à l’origine de la naissance de leur premier enfant, décédé en 1870. En 1872, ils ont à nouveau un fils, Jonas Mydersee Coe Forsayth . Emma supporte mal la tutelle et la jalousie de son mari : lorsqu'elle était tombée une première fois enceinte en 1870, ce dernier avait cherché à l’enfermer au couvent de Sabiaco jusqu’à son accouchement. En 1873, alors que leur relation est de plus en plus mauvaise, James se perd en mer. À l’âge de 23 ans, Emma, veuve, retrouve sa liberté, et sa réputation est protégée par son alliance. Elle devient alors l’unique gérante de Forsayth & Co et la femme la plus courtisée d’Apia.

### Un nouveau conciliateur à Apia par l’intermédiaire d’Emma (1873-1875)

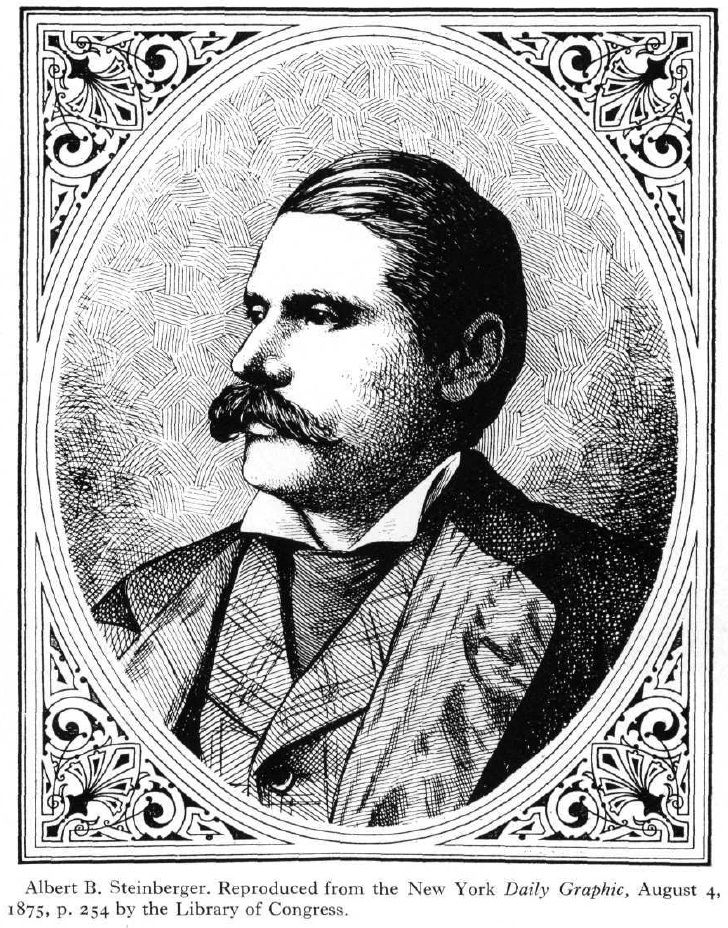
Albert Barnes Steinberger en 1875.

En août 1873, Emma Forsayth rencontre le colonel Albert Barnes Steinberger, qui sollicite son aide en tant qu’interprète. Agent secret des États-Unis, il se présente comme le représentant de la Polynesian Company, une société commerciale américaine. Emma devient sa maîtresse . 
À Apia, Steinberger apparaît comme le conciliateur attendu depuis longtemps pour régler les tensions politiques locales entre les différentes lignées samoanes nobles. Il en profite pour proposer ses talents de juriste dans le but de rédiger une constitution samoane. Celle-ci prévoit une chambre des pairs composée de nobles locaux, une chambre des représentants élue au suffrage universel et un roi choisi alternativement parmi les grandes familles de l’archipel. Ce texte est très bien accueilli par les Samoans qui cherchent alors à mettre fin à la suprématie des beachcombers.
Après deux mois de séjour aux Samoa, Steinberger retourne aux États-Unis, où Emma le rejoint moins d'un mois plus tard. À la demande de Steinberger, elle a pour projet de se rendre à Washington afin de signer les actes d'une donation de terres au gouvernement américain. Ces terres sont situées sur l'île de Tutuila, non loin de Pago Pago. Cependant, son père, qui l'a rejointe aux États-Unis, veut l'en dissuader en lui prouvant qu'Albert n'a pas l'intention de se marier. Les relations se tendent entre le père et sa fille, et Jonas décide alors de rentrer à Apia. Emma quitte Steinberger mais ne renonce pas à son idée de donation : les papiers sont quand même signés.

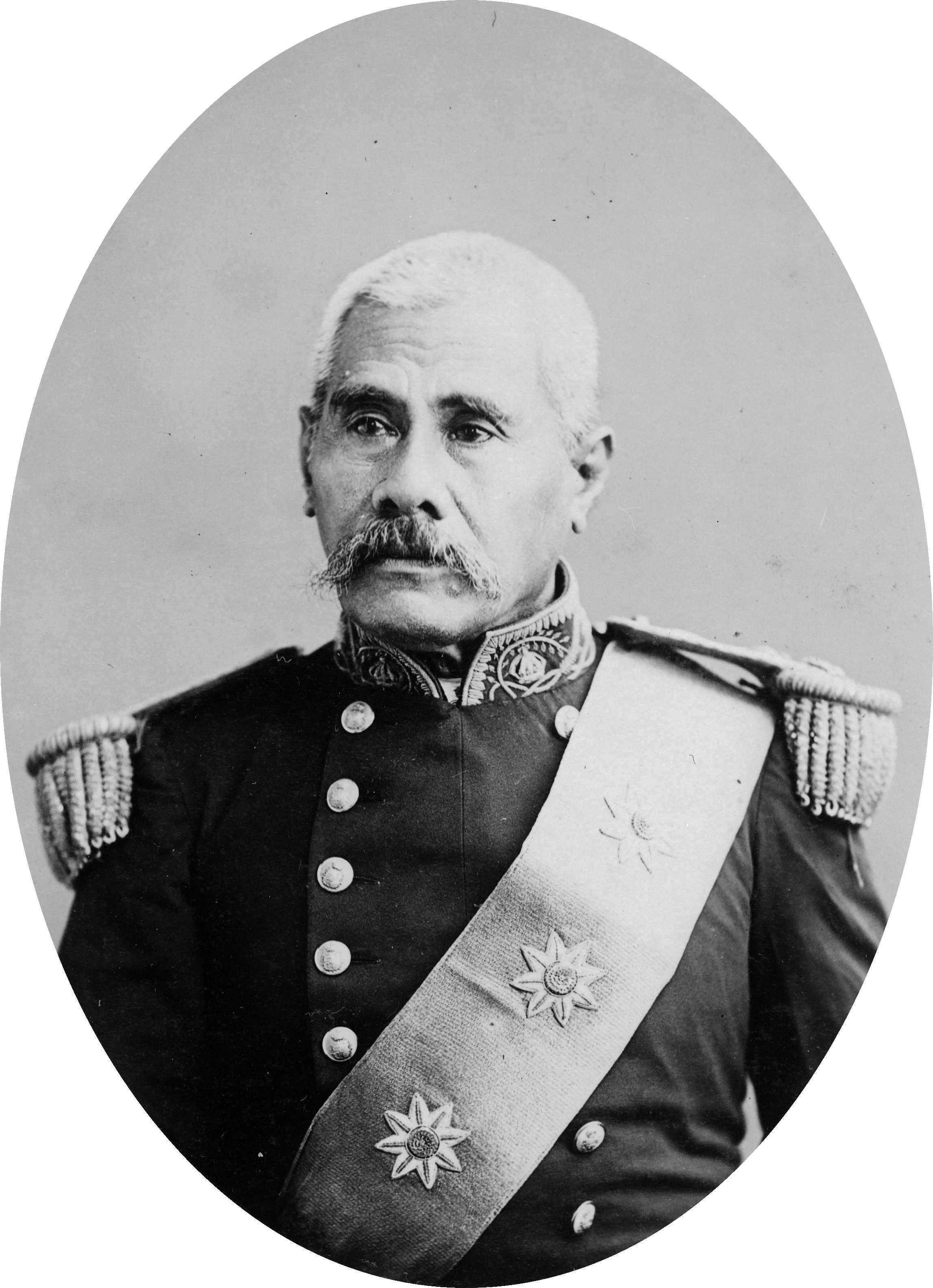
Le roi samoan Malietoa Laupepa en 1895.

En avril 1875, Steinberger retourne à Apia. Il est envoyé par son gouvernement, chargé de cadeaux (armes à feu, uniformes, instruments de musique, drapeaux américains et une chaloupe à vapeur), dans le but d'établir de bonnes relations avec les Samoans. L'objectif est de faire du petit archipel polynésien une « nation moderne ». Une réception est alors organisée en l'honneur de l'amitié américano-samoane, pendant laquelle Steinberger lit une lettre du président des États-Unis Ulysses S. Grant et présente une bannière rayée de sept bandes rouges et blanches, frappée d'une étoile blanche sur fond bleu, l'emblème du récent gouvernement samoan. 
Jonas Coe est par la suite remplacé par un nouvel agent commercial et consul des États-Unis, Samuel Foster. En juin, Steinberger est nommé premier ministre des Samoa par le roi Malietoa Laupepa, ce qui fait de lui l'arbitre des rivalités polynésiennes.

### Les erreurs de Steinberger (1875)
James Lyle Young, jeune planteur anglais qui arrive des Fidji en juin 1875, raconte au jour le jour la chute du colonel Steinberger dans son journal. Le 18 juin 1875, une commission d'enquête est réunie pour examiner la plainte d'un travailleur mélanésien qui déclare avoir été fouetté et sa femme violée par un planteur allemand du nom de Krause. En tant que premier ministre, c'est Steinberger qui préside la séance, mais son attitude déçoit les missionnaires car il semble vouloir protéger la compagnie coloniale Godeffroy à laquelle Krause appartient. Par la suite, le colonel se confie à Young sur son projet de conquête des Tonga, se justifiant en qualifiant les Tongans de « barbares » et de « rustres ». Apia est alors divisée : Britanniques contre Américains et beachcombers contre missionnaires. 
Steinberger perd ses derniers soutiens lorsqu'il décide de réguler la vente d'alcool sur l'île. Le 29 juillet 1875, des affiches sont collées sur les arbres de la ville, informant de la fermeture des débits de boissons à dix heures du soir en semaine et sept heures le samedi. De plus, ces établissements doivent désormais s'acquitter d'une licence dont le prix est mis aux enchères et ne peut pas être inférieur à deux cents dollars. Officiellement, cette mesure est prise par souci de santé, notamment pour protéger la jeunesse. Mais en réalité, Steinberger souhaite ainsi court-circuiter le trafic de boisson contrôlé par les beachcombers et en tirer des bénéfices. À ce moment-là, Steinberger n'a plus autour de lui que quelques chefs samoans et un petit noyau d'Américains dont Emma Coe et son père. En effet, dorénavant, Jonas Coe l'apprécie car Steinberger a plaidé pour sa cause auprès des Affaires étrangères lorsqu'il a été remplacé par Samuel Foster.

### Le conflit civil d'Apia (1875-1876)
Le 12 décembre 1875, le HMS Barracouta (en), un navire militaire britannique, accoste au port d'Apia. Samuel Foster, le consul britannique Williams et le révérend Turner montent à bord pour rencontrer Stevens, le commandant, et réussissent à le mettre de leur côté. Ainsi, lorsque le major Latrobe vient se présenter de la part de Malietoa Laupepa, il est mal reçu et Stevens déclare ne pas reconnaître le gouvernement récemment installé. Stevens s'en prend ensuite au Peerless, une luxueuse goélette appartenant à Steinberger. Emma Coe se rend chez lui pour le prévenir mais il est trop tard : l'embarcation a été démâtée, remorquée et mis à couple du Barracouta. L'épreuve de force commence entre les deux hommes. Stevens prétend que le Peerless est enregistré au nom d'un citoyen américain mais qu'en réalité il appartient à la compagnie Godeffroy. De plus, il lui reproche de violer la neutralité américaine en arborant un pavillon des États-Unis. Les consuls exigent également du colonel qu'il leur montre les lettres de créances qui prouveraient qu'il a l'autorisation du gouvernement américain, mais il n'en a pas. Pour se défendre, Steinberger déclare que son gouvernement est inattaquable puisqu'il a été créé par et pour les « indigènes ».
Lors d'une réunion publique sur la place centrale de Mulinuu, un nouveau débat fait rage. Stevens accuse Steinberger de faire croire aux Samoans en la protection américaine. Le roi Malietoa Laupepa souhaite répondre, mais ne parle que le samoan et a donc besoin d'un interprète. Jonas Coe s'avance pour traduire mais Foster intervient pour mettre en doute son objectivité. C'est finalement Emma Coe qui est choisie pour ce rôle. Elle explique alors que les chefs samoans sont pleinement satisfaits de Steinberger et qu'ils ne veulent plus que le consul intervienne dans leurs affaires. Stevens déclare donc que la population étrangère de l'île va nier la légitimité du gouvernement samoan. Face à ce débat, la population locale se divise à nouveau entre les partisans des Américains et ceux des Britanniques.
Le soir du 6 février 1876, le roi est invité, seul, à bord du Barraconta. Il signe alors une lettre qui explique que Steinberger est le seul responsable de la situation de crise et demande donc sa destitution. Il décrète l'avoir signé car on l'avait fait boire. Mais le lendemain, lors d'une nouvelle réunion publique, il affirme ses positions et traite Steinberger de « menteur » et d'« imposteur », et décrète une sentence de déportation à son égard. Foster le met en état d'arrestation. Il est conduit au Barraconta où il reste jusqu'au 5 avril dans une minuscule cabine de quatre mètres carrés, sans fenêtre ni ventilation malgré la température extérieure de quarante degrés. 
Dès que les Britanniques quittent la ville, les chefs samoans, soutenus par Jonas et Emma Coe, réclament l'abdication du roi Laupepa. Stevens intervient contre cette décision, en vain. Le 12 février, il envoie des hommes arrêter Jonas Coe en le déclarant coupable d'une rébellion contre le roi. Mais pour l'aristocratie locale, Jonas est le lien entre eux et la population blanche ainsi qu'entre les factions, car par ses mariages et ses liaisons, il est parent avec la moitié d'Upolu. Son arrestation met la population en état de guerre, mais Stevens ne peut plus faire marche arrière. Lors de son procès, Foster accuse Jonas d'avoir trafiqué les comptes dont il est responsable. Emma Coe agit en tant qu'avocate de son père, mais ne parvient pas à empêcher sa déportation aux États-Unis où un nouveau procès est censé l'attendre .
Le 13 mars, Foster organise une cérémonie sur la place centrale. Mais rapidement, plusieurs Samoans armés de fusils et habillés d'une chemise bleue les encerclent. Sur ordre de Stevens, un lieutenant les approche. Un coup de feu est tiré et touche un marin au genou, déclenchant une fusillade qui dure quinze minutes. Emma est présente mais n'intervient pas. Huit Samoans et quatre Britanniques sont mortellement touchés .

### Les conséquences du conflit sur Emma

Carte nautique des îles Fidji aux îles Samoa.

Le 30 mars 1876, le Barracouta quitte Apia.  Stevens va aux Fidji où il rencontre le gouverneur Sir Arthur Hamilton-Gordon. Ce dernier le réprimande pour avoir enfermé illégalement deux citoyens américains. Alors que Steinberger et Jonas Coe sont relâchés, Stevens est emmené se faire juger devant la cour martiale à Auckland. Il est démis de ses fonctions, comme Williams et Foster. Albert Steinberger rentre à Washington où il reprend sa place au sein des cercles parapolitiques . 
À la suite de cet événement, les compagnies coloniales fidjiennes font mainmise sur le trafic colonial aux Samoa. Emma Coe perd son emprise commerciale sur l'archipel, ce qui entraîne de lourdes conséquences sur sa fortune et sur sa réputation, puisqu'elle ne fait plus partie des groupes d'influences et des notables de l'île. Elle décide donc, avec sa mère, ses sœurs et son fils, de vivre chez son cousin à Magafagatele le temps de se refaire.

## Emma en Nouvelle-Guinée (années 1880)

### Mioko, une opportunité commerciale pour les Farrell

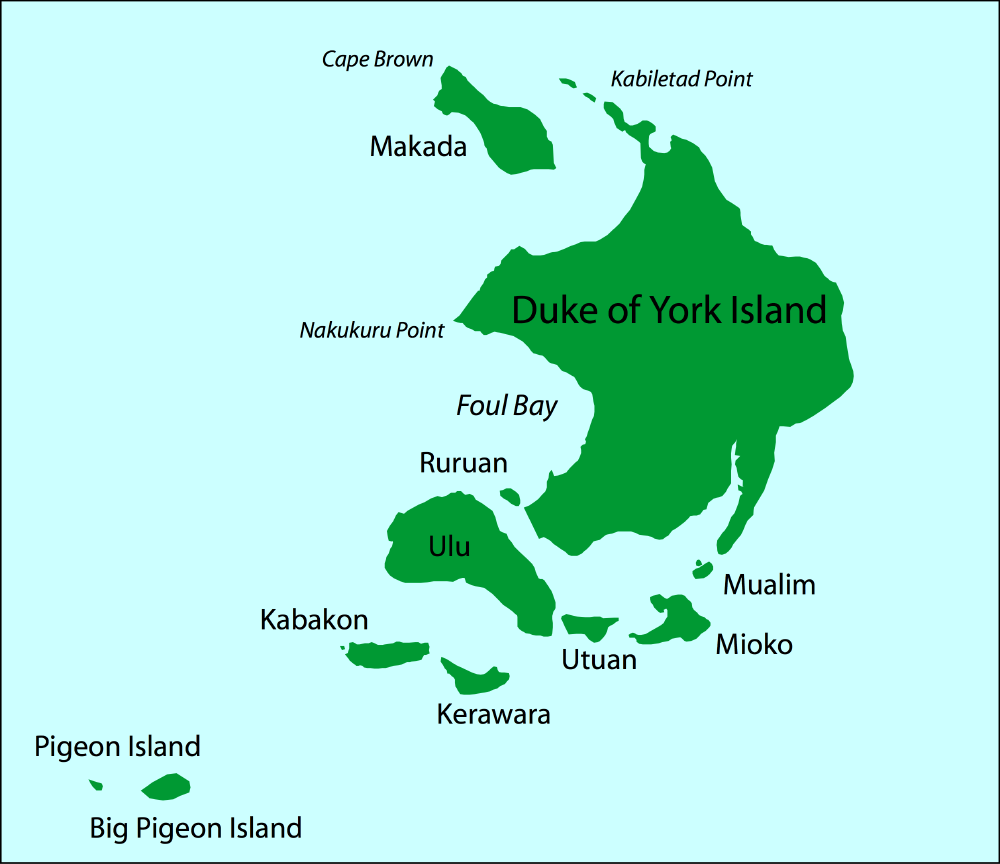
Carte contemporaine des îles du Duc-d'York.

Au début des années 1880, Emma s’installe à Mioko (en), une des Îles du Duc-d'York,   au large des côtes de Nouvelle-Guinée, avec Thomas Farrell, un commerçant et entrepreneur australien avec lequel elle est mariée depuis deux ans . Ils s'installent alors dans une petite communauté blanche, dispersée sur plusieurs centaines de kilomètres carrés, dont des missionnaires installés en 1875. Voyant les opportunités qu’offre le commerce insulaire, ils travaillent comme commerçants pour la société allemande Joh. Ces. Godeffroy & Sohn (de) à Apia, car bien que ce travail soit risqué et difficile, cela reste une activité lucrative. 
Rapidement, ils créent leur propre entreprise commerciale. Ils se spécialisent alors dans la récolte du coprah, des concombre de mer et des écailles de tortue qu'ils envoient aux collectionneurs du monde entier. En échange, ils réclament du tabac, des tissus et des armes qu'ils revendent aux insulaires des Bismarck. Très vite, Mioko devient un comptoir important dans lequel les bateaux faisant la navette entre l'Asie et l'Australie s'arrêtent . Farrell apporte des connaissances en termes de navigation et de négociation à Emma. Mais il a également la piètre réputation de maintenir ses clients européens dans le surendettement. Farrell et Emma se révèlent donc non seulement des entrepreneurs mais aussi des opportunistes.
L'échec de la colonie libre de Nouvelle-France fournit l'une de ces opportunités. Ce projet de colonisation française en Nouvelle-Irlande, à proximité de Mioko, avait attiré entre 1879 et 1881 plus de 700 personnes originaires de France, d’Italie, d’Allemagne et de Belgique désireux de développer la colonie de Port Breton, rebaptisée Port Praslin. Le site est mal choisi, les colons mal équipés, le matériel médical est insuffisant : la moitié des colons décèdent pendant le voyage ou peu après leur arrivée, de faim ou de paludisme. En 1882, Farrell vient en aide aux quarante derniers colons de Port Breton. Emma et lui financent leur évacuation, en échange de marchandises et d’un navire à vapeur. Une douzaine restent en Nouvelle-Guinée parmi lesquels certains travaillent pour les Farrell. Une vingtaine d'autres partent pour la Nouvelle-Galles du Sud et le Queensland. Certes, les Farrell viennent en aide aux colons dans le besoin, mais en réalité toute prétention d’altruisme est modérée par l’acquisition du navire et des marchandises.

### Une carrière de négociante en pleine expansion

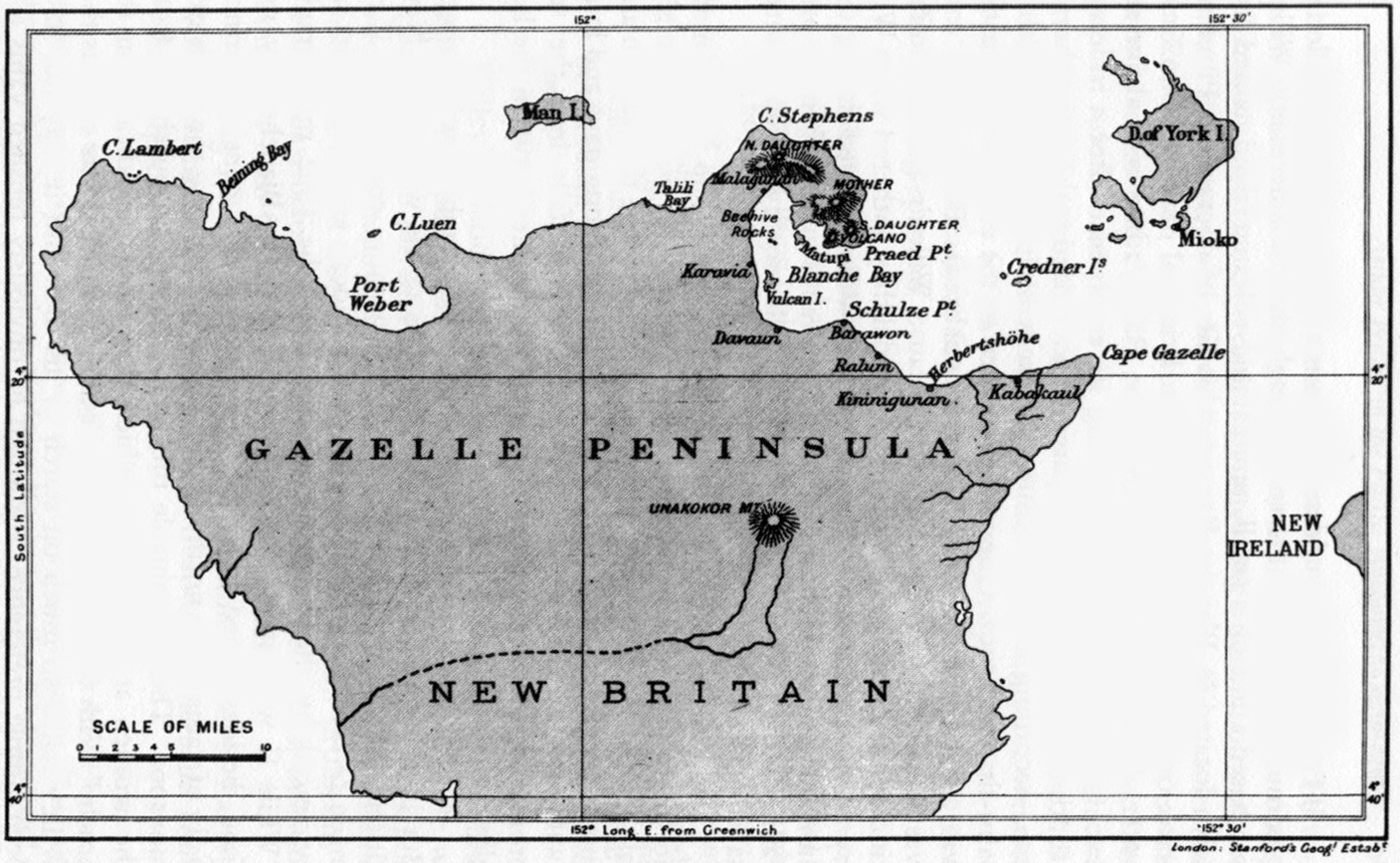
La péninsule de Gazelle en 1912.

En 1882-1883, le couple d'associés lance un programme de plantation de centaines de milliers de cocotiers dans la péninsule de Gazelle,  au nord de la Nouvelle-Bretagne. Ils construisent leur quartier général à Ralum, et s'enrichissent rapidement. À l’époque, l’entreprise possède déjà des comptoirs commerciaux et des plantations à plusieurs endroits de la Nouvelle-Guinée allemande. Thomas Farrell meurt en 1886. Emma reprend alors le nom de son premier époux, Forsayth, et renomme l’entreprise E.E. Forsayth & Co. Assistée d'un directeur pour la gestion courante de l'entreprise, elle s’occupe de la correspondance, tient les comptes et supervise personnellement le travail à la plantation, ce qui est rare pour une femme à cette époque, de surcroît métisse. Forsayth & Co est une force majeure dans la région et un véritable succès pendant près d'un quart de siècle, grâce au sens des affaires d’Emma.

## «Queen Emma», commerçante la plus riche du Pacifique

### Un succès commercial largement reconnu à partir des années 1880
Dans la seconde moitié des années 1880, la notoriété d'Emma s'accentue. Elle est de plus en plus connue sous le nom de Queen Emma, une belle femme d'ascendance royale mais surtout une femme d’affaires puissante, qui est entourée à Ralum d'une petite « cour ».
Fondée sur ses plantations, la richesse d’Emma repose également sur une importante main-d'œuvre à faible salaire. Les plantations dépendent de centaines de travailleurs recrutés dans toute la Nouvelle-Guinée (principalement à Buka et Bougainville, et aux îles Salomon). La perte de terres, l’exploitation des travailleurs locaux, l’arrivée massive d’étrangers et le développement de la Nouvelle-Irlande ont pesé profondément sur les populations locales. La pression s'accroît encore à mesure que les plantations continuent à s'étendre, empiétant davantage sur les villages des insulaires. Malgré les plaintes répétées des habitants de l'île auprès des autorités allemandes, celles-ci n'ont eu que peu d'effet, car Emma s'est efforcée de faire reconnaître ses revendications par l'administration coloniale.
Les terres d'Emma sont à l’époque situées dans un empire colonial allemand en plein développement. La partie nord de la Nouvelle-Guinée, où vit Emma, devient de plus en plus allemande, ce qui conduit à l’annexion de cette région en 1884-1885. Les conflits liés aux contrats de travail souvent non respectés et aux brutalités quotidiennes dans les plantations, développées sur des terres parfois acquises de force, conduisent à divers épisodes de violence. La mise en place de l'administration allemande n'y met pas fin, comme en témoignent les soulèvements de Tolai de 1890 à 1893, et quelques meurtres de colons.

### Dernières années (1893-1913)
En 1893, Emma se marie avec l'Allemand Paul Kolbe, un ancien officier devenu administrateur colonial, avec lequel elle travaille et finit sa vie. À travers cette union, Paul Kolbe souhaite fuir le chômage et ses dettes, tandis qu'Emma cherche à établir des liens avec les Allemands et à maintenir une position sociale en tant que femme mariée. En 1895, elle retourne aux Samoa, à Apia, pour visiter son entourage durant trois mois. En 1902 c'est à San Francisco qu'elle retourne. À 57 ans, elle débute en 1907 un tour d'Europe.
En 1909, alors qu'elle est la plus grande propriétaire de plantations de la région, Emma vend ses parts de la société, en raison de la présence croissante des colons allemands, de l'altération de la situation commerciale en Nouvelle-Guinée, mais aussi de sa santé défaillante. Forsayth & Co est avant cela l'un des rares propriétaires de plantations non Allemand. Emma devient la personne la plus riche de Nouvelle-Guinée.
Les Kolbe vivent ensuite entre Sydney et Monaco. Le 21 juillet 1913, Emma décède à Monte Carlo seulement deux jours après son mari Paul Kolbe, à l'âge de 63 ans. Elle était malade depuis un certain temps ; l'Argus de Melbourne explique que sa mort est liée à une insuffisance cardiaque. Le Sydney Morning Herald, quotidien principal de la ville, fait son éloge en la qualifiant d'« une des figures les plus notables des cercles du Pacifique ».

## Mémoire

### Évolution de la réception
Emma Coe est l'une des figures historiques féminines du Pacifique, célèbre de son vivant et après. Elle a durant sa vie surmonté les obstacles liés aux discriminations qu'elle a subies en raison de son métissage, son ascendance samoane et son genre, revendiquant une position dans une société coloniale qui discriminait les personnes métisses. Elle ne ressemblait ni aux Européens, avec lesquels elle a fondé sa fortune et sa réputation, ni aux Samoans et aux Papous, dont les terres et le travail étaient indispensables à sa richesse et à sa position.
Véritable femme d’affaires, elle a en effet fondé sa fortune et son propre mode de vie grâce à l’achat de vastes terrains et l’établissement de plantations de cocotiers. Diriger seule une entreprise était pourtant rare à l'époque pour une femme, a fortiori pour une femme non blanche, le métissage étant généralement considéré comme un fardeau. Connue dans toute la région principalement sous le nom de Queen Emma, elle a eu un réel impact sur les affaires, la société et la colonisation de la Nouvelle-Guinée. Insérée dans les cercles coloniaux aux Samoa et en Nouvelle-Guinée, elle avait l'oreille des gouvernants. 
En outre, la carrière d’Emma révèle des informations historiques cruciales : contacts précoces entre Européens et Océaniens aux Samoa et en Nouvelle-Guinée, rivalité d’influences aux Samoa, spéculateurs internationaux sans scrupules comme la Polynesian Co. ou encore le fort intérêt politique et économique allemand pour le Pacifique.